# Karl Ladé
Karl Ladé [laˈde] (* 25. November 1909 in Berlin als Karl Max Wilhelm Lade; † 8. Januar 1945 im Zuchthaus Brandenburg-Görden) war ein deutsch-französischer Widerstandskämpfer gegen den Nationalsozialismus.

## Leben

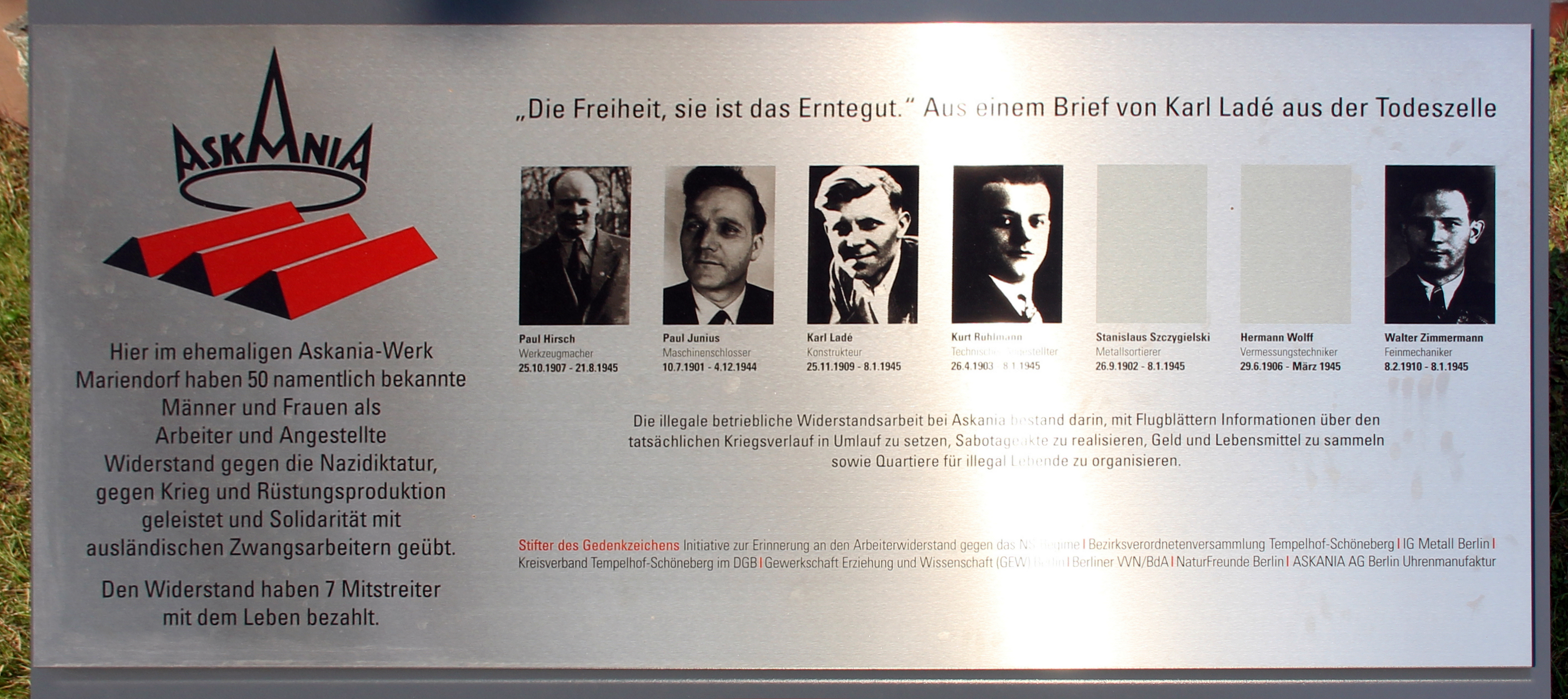
Gedenktafel für Paul Hirsch, Paul Junius, Karl Ladé, Kurt Rühlmann, Stanislaus Szczygielski, Hermann Wolff und Walter Zimmermann in der Großbeerenstraße 2 in Berlin-Mariendorf

Ladé, Kind französischstämmiger Eltern, besuchte seit 1924 die Aufbauschule und ab 1930 die Karl-Marx-Schule in Berlin-Neukölln. Bereits während seiner Schulzeit schloss er sich der Sozialistischen Arbeiter-Jugend (SAJ), später dem Kommunistischen Jugendverband Deutschlands (KJVD) an. Nach seiner Schulzeit erlernte er den Beruf des Kartonagenzuschneiders und arbeitete als Hilfsmechaniker und Konstrukteur.
Während des Zweiten Weltkriegs organisierte er in den Askania Werken in Berlin-Mariendorf zusammen mit anderen Kommunisten und Sozialdemokraten illegale Aktionen im Betrieb wie Störungen der Rüstungsproduktion, Flugblattverteilung, Sammlungen zur finanziellen Unterstützung von Antifaschisten und Beschaffung von Lebensmitteln für Illegale. Darüber hinaus stellte Karl Ladé Kontakt zu französischen Zwangsarbeitern her. Am 12. Juli 1944 wurde er im Zuge einer Verhaftungswelle durch die Gestapo gegen die Saefkow-Jacob-Bästlein-Organisation zusammen mit 14 weiteren Widerstandskämpfern der Askania Werke verhaftet.
Der Volksgerichtshof verurteilte ihn gemeinsam mit Kurt Rühlmann, Stanislaus Szczygielski und Walter Zimmermann am 29. November 1944 zum Tod durch das Fallbeil. Das Urteil wurde 8. Januar 1945 im Zuchthaus Brandenburg-Görden vollstreckt.

## Ehrungen
- Am 26. Juni 1975 wurde die ehemalige Roederstraße in Berlin-Fennpfuhl in Karl-Lade-Straße umbenannt.[3] Sie verläuft von der Landsberger Allee bis zur Rudolf-Seiffert-Straße.
- In der Großbeerenstraße 2 in Berlin-Mariendorf befindet sich seit 2014 eine Gedenktafel für sieben Arbeiter und Angestellte der Askania-Werke, darunter auch Karl Ladé, die ihren Widerstand in den Askania-Werken mit dem Leben bezahlten.[4]